# ستيف لورانس
ستيف لورانس (بالإنجليزية: Steve Lawrence)‏ (و. 1935 – م) هو ممثل، وموسيقي، ومغني، وممثل تلفزيوني، من الولايات المتحدة الأمريكية، ولد في بروكلين.

## الخدمة العسكرية
خدم في القوات البرية للولايات المتحدة.

## وصلات خارجية
- ستيف لورانس على موقع IMDb (الإنجليزية)
- ستيف لورانس على موقع ألو سيني (الفرنسية)
- ستيف لورانس على موقع ميوزك برينز (الإنجليزية)
- ستيف لورانس على موقع أول موفي (الإنجليزية)
- ستيف لورانس على موقع قاعدة بيانات برودواي على الإنترنت (الإنجليزية)
- ستيف لورانس على موقع قاعدة بيانات الأفلام السويدية (السويدية)
- ستيف لورانس على موقع إن إن دي بي (الإنجليزية)
- ستيف لورانس على موقع أول ميوزيك (الإنجليزية)
- ستيف لورانس على موقع ديسكوغز (الإنجليزية)
- ستيف لورانس على موقع قاعدة بيانات الفيلم (الإنجليزية)